# Покровка (Шарлыкский район)
Покровка — село в Слоновском сельсовете Шарлыкском районе Оренбургской области.

## Описание села
В селе Покровка есть несколько улиц, самые большие из них: улица Яблонька, улица Рыжкова, Центральная улица. Улицы Пыжовка и Рыжкова соединены с дорогой, ведущей в соседние сельсоветы и к Оренбургу. Поселение является вторым по численности населённым пунктом после административного центра села Слоновка.

## История
Село Покровка было основано в 1827 году переселенцами из Курской губернии, название деревне дано либо от названия церковного праздника либо от названия населённого пункта, родом из которого были приехавшие. Сначала переселенцы поселились на Балаганах, однако вскоре поднялись вверх по реке Малая Куюргаза, но и там вновь приехавшие долго не жили. Позже они переселились на современное место жительства.

## Население
| 2010 |
| ---- |
| 228  |